# Lennart Kalderén
Bo Lennart Kalderén, född 14 juni 1958 i Hägerstens församling i Stockholm, är förbundsordförande för Svenska Taxiförbundet sedan november 2021 och tidigare kommunalråd i Salems kommun i sydvästra delen av Stockholms län. 
Kalderén var kommunstyrelsens ordförande i Salem från 1998 till februari 2022. Under slutet av den perioden var han den av alla sittande kommunstyrelseordföranden i Sverige som suttit längst på posten.
Kalderén förekom relativt flitigt i media i samband med diskussionerna kring tillstånd för Salemmarschen 2008.